# Häxprocessen i Finspång
Häxprocessen i Finspång ägde rum i Finspång i Östergötland år 1617. Det var den största häxprocessen i Sverige före 
det stora oväsendet (1668-1676). Processen är historiskt dokumenterad, men den har också blivit föremål för omfattande mytbildning. 

## Bakgrund
Den som stod bakom processen var Johan, hertig av Östergötland och Maria Elisabet samt deras hovkaplan Claudius Prytz. 
Prytz hade år 1611, då han anställts som hertigparets hovkaplan, anklagat en kvinna, som i folkmun blivit kallad Tobo-häxan, för att ha förgjort hertigen och hertiginnan. Hon dömdes som skyldig och avrättades i Söderköping. Vid sin avrättning ska hon ha gripit tag i prästens kappa där hon stod i det brinnande bålet, och nästan tagit honom med sig i elden. 
Denna händelse har traditionellt beskrivits som början på en häxjakt i Östergötland som leddes av hertigparet. En ny lag utfärdades som tillät stränga och godtyckliga straff för trolldom, då man inte kunde döma dem enligt den milda landskapslagen.

## Processen
År 1613 inleddes en häxprocess i Finspång. Denna är fragmentariskt beskriven. Det står klart att tortyr och vattenprov användes på order av hertigen. 
År 1616 noteras att mästerman var sysselsatt med att "sänka trollkonor i vattnet och pina dem till en sann bekännelse". Bränntänger och en sträckbänk tillverkades till häxprocessen. 
Vid förhören figurerade fogden Christoffer Andersson och prästen i Hällestads socken, Herr Ericus Johannis. Många präster satt i kommissionen som dömde i processen. 
År 1617 avslutades processen med avrättningarna av sju eller åtta kvinnor, som avrättades tre åt gången. Sju av de dömda är namngivna: grannkvinnorna Elin i Näs och Kerstin i Näs; Ingrid från Rippestorp; Margareta från Eketorp; Kirstin från Tråbrunna; Ingrid från Gållbo i Regna; och Ingrid Orres från Vånga. Elin i Näs hade varit den första att bekänna. Lusse från Mullsäter avled före avrättningen. 
Lussi i Svartorp, som förhörd av Andersson och Herr Ericus Johannis fick genomgå vattenprovet och erkände att hon varit i Blåkulla och haft samlag med Satan, och att de kvinnor som angett henne också varit där, var ett fall som drog ut på tiden. Hon dömdes av Svea hovrätt 1619 och avrättades 1620 genom bränning på bål.
Claudius Prytz bror Ericus Prytz, som också var predikant i Östergötland rapporterar några år senare i en märklig bevarad anteckning om ytterligare en avrättning av två äldre kvinnor:
"tvenne slemma och beryktade trollkonor, som deras F. Nåder hertig Johan och hans älskliga gemål F. Maria Elisabet efter Guds tillstädelse förgjorde, brända emellan vika på en ort som kallas Skogby vad". …Två ålderstigna kvinnor i Östergötland mellan Vika på en ort kallad Skogby vad, vilka all i sin livstid allt från barndomen trolldom brukat hade. Ännu i dödsstunden satte de sitt hopp till satan, och då ett stort moln just i det samma uppsteg på himmelen, utropade de: "Nu kommer Gethus", vilket var det namn de hade på sin herre och mästare. Där lät också djävulen se sin makt i vädret, att han uppväckte ett gräsligt mörker och moln med regn, som syntes nästan över hela Östergötland, för vilket ock många människor storligen förskräcktes.
En process mot sex kvinnor inleddes också i Norrköping 1617, men domsluten därifrån har gått förlorade. Man vet dock att vattenprovet tillämpades även här. En annan kvinna, Anna i Kristinetorp, blev också anklagad, men avled innan saken var färdigutredd. Domkapitlet beslutade att hon inte skulle få begravas på kyrkogården. Minst två män var också involverade i dessa processer. Den ene var Joen i Bredrum, som efter anklagelser om trolldom frisläpptes efter tre månaders hårt fängelse; den andra benämnd Grels blev torterad med eld och sträckbänk innan han avrättades eller dog i fängelset. Enligt historikern Christine Bladh finns det en möjlighet att detta bara var en bråkdel av de mål som förekom, eftersom domböcker och dokument gått förlorade

### Avrättning
I Sverige blev personer dömda för häxeri vanligen halshuggna innan de brändes, men i denna process påstås de dömda ha blivit brända levande. I fallet från Finspång uppges de dömda ha blivit bundna och ställda på knä vid kanten av ett stup ned till en ravin, där man antänt en stor eld. Man hällde sedan tjära över kvinnorna, och knuffade ned dem i det brinnande bålet nedanför. Det sägs att man använde påkar för att knuffa ner dem då man inte ville vidröra dem. Det ska ha skett vid den gamla farvägen mellan Finspång och Vingåker. 
Detta är dock förmodligen en del av legenden kring häxprocessen. I praktiken uppskattas de dömda ha blivit avrättade med halshuggning innan deras kroppar kastades på det brinnande bålet, något som var den normala avrättningsmetoden i Sverige. 

## Efterspel
I århundraden har sägner om processen i skogen norr om Finspång levt vidare i folkmun. En del av den gamla vägen har kallats Blåkullebackarna. En liten tjärn heter Trollkärings göl. Berget heter Ättestupan, och gränsmärket mellan Risinge och Hällestads socknar heter på gamla kartor Trollkärings röse. Ett stycke bort ligger en häll där trollen sägs dansa på midsommarnatten. Det finns också en grotta där kvinnorna ska ha gömt sig från myndigheterna en tid. Enligt legenden sägs att kvinnoröster ibland ropar förtvivlat "Jag är oskyldig!" i skogen. Den som dristar sig till att härma dessa röster faller död till marken innan solen gått ned. Så hände det en gång med en obetänksam dräng. 
Häxjakten i Östergötland på 1610-talet kan beskrivas som Sveriges första häxhysteri, men den var blygsam i jämförelse med de senare förföljelserna. Då den verkliga häxjakten utlöstes år 1668, påminde Per Brahe om häxjakten i Östergötland på 1610-talet: " Att förfara alltför skarpt med dem som äre inifcerade, efter de inbilla sig mycket som inte är realt, och den skarpa executionen lär öka trolldomen, som i H. Johans tid skedde", och "Hr Riksdrotsen påminte sig om Hertig Jans furstinna. Hon begynte till att låta bränna några, så att på sistone icke en hustru var, som icke allenast var beskylld". Under den stora häxjakten 1668-1676, förekom det inga processer i Götaland. 

### Fotnoter
1. ↑  Bergenheim, Åsa, 1954-. - Den liderliga häxan : Häxhammaren och de svenska häxprocesserna / Åsa Bergenheim.. - 2020. - ISBN 9789173319942. s. 117-118
2. ↑  Grinberg Carl,Svenska folkets underbara öden I:Karl XI:s och Karl XII:s tid,P.A Norstedt och söner förlag, 1916
3. ↑  -Folkets Historia, 1992, nr 4 sid 36-48